# Elecciones presidenciales de Estados Unidos de 2000
La elección presidencial de Estados Unidos de 2000 fue la contienda entre el candidato demócrata Al Gore, para ese entonces vicepresidente, y el candidato republicano George W. Bush, para ese entonces gobernador de Texas e hijo del expresidente George H. W. Bush (1989-1993). Bill Clinton, el presidente saliente, desocupaba la posición de presidente después de haber servido un máximo de dos periodos permitidos por la Vigésima Segunda Enmienda. Bush ganó la reñida elección el martes 7 de noviembre, con 271 votos electorales contra los 266 de Gore (con un voto transfugado abstenido en el recuento oficial). Durante las elecciones se desató la controversia sobre quién había ganado los 25 votos electorales de Florida (y, por tanto, la Presidencia), el proceso de recuento en ese estado y que el candidato perdedor había recibido 543.895 votos populares más que el ganador.
En el sistema estadounidense de las elecciones presidenciales, el voto electoral determina al ganador, y Bush ganó esta cuenta, aunque Gore recibió el mayor número de votos (la llamada "votación popular"). Esta diferencia significativa entre el colegio electoral y el voto popular, reforzó los llamados de eliminar o reformar el sistema del colegio electoral, con especial impulso de la iniciativa llamada Pacto Interestatal por el Voto Popular Nacional (NPVIC).

## Nominaciones

### Nominaciones del Partido Demócrata
| Boleto del Partido Demócrata de 2000                 |                                                           |
| Al Gore                                              | Joe Lieberman                                             |
| Candidato a la Presidencia                           | Candidato a la Vicepresidencia                            |
|                                                      |                                                           |
| 45° Vicepresidente de los Estados Unidos (1993–2001) | Senador de los Estados Unidos por Connecticut (1989–2013) |
|                                                      |                                                           |

- Candidatos del Partido Demócrata

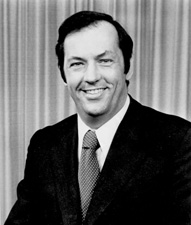
Ex Senador Bill Bradley de Nueva Jersey
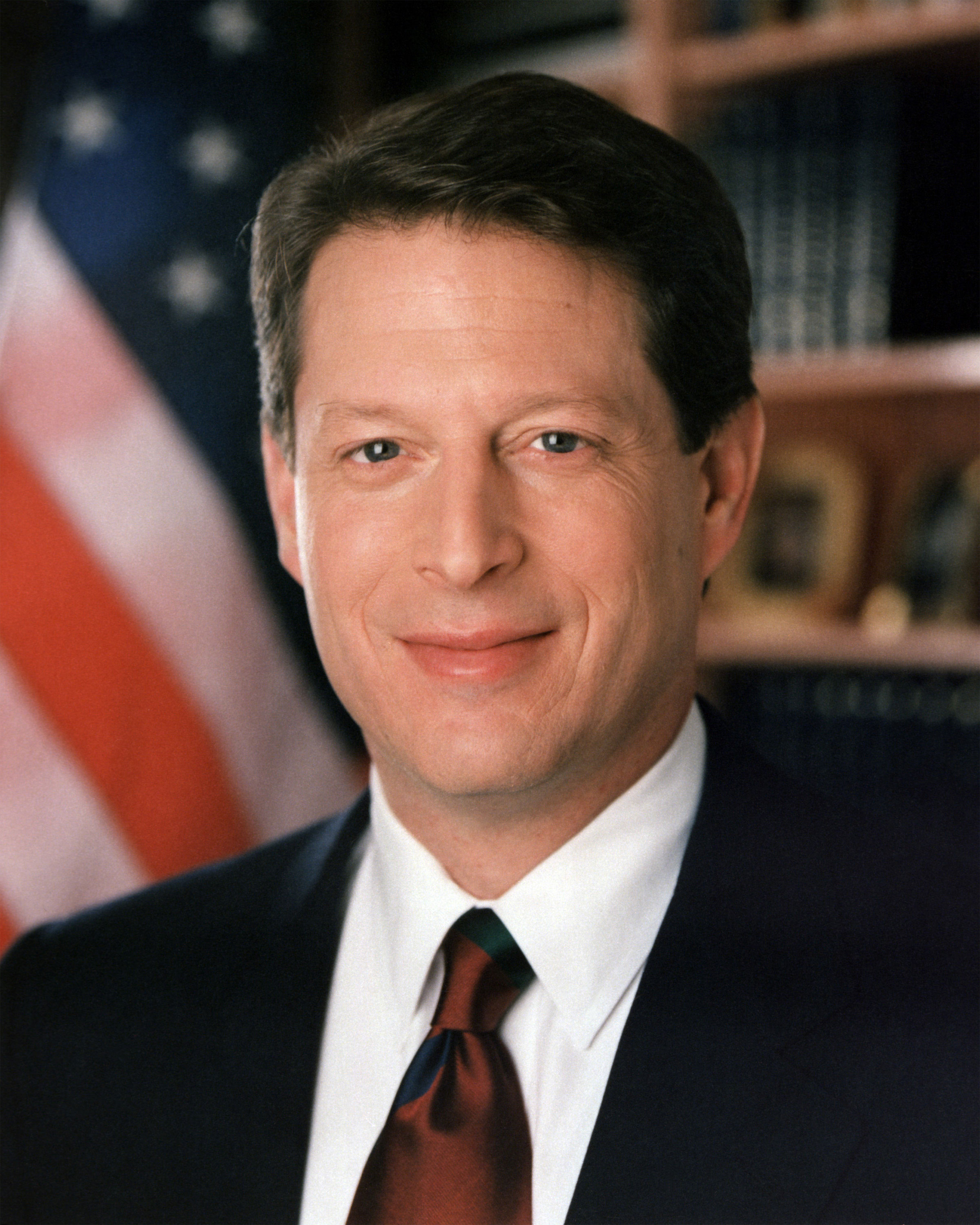
Vicepresidente Al Gore de Tennessee
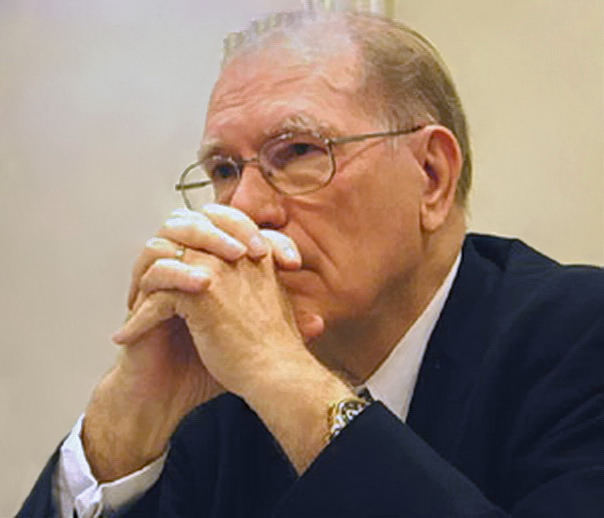
Lyndon LaRouche de Virginia

Varios candidatos se postularon para la nominación, pero solo tres postulantes serios decidieron entrar: el vicepresidente Al Gore, de Tennessee, el exsenador por [Nueva Jersey] Bill Bradley y el activista de Virginia, Lyndon LaRouche. Sólo el senador de Minnesota Paul Wellstone formó un comité exploratorio.

### Nominaciones del Partido Republicano
| Boleto del Partido Republicano de 2000 |                                                             |
| George W. Bush                         | Dick Cheney                                                 |
| Candidato a la Presidencia             | Candidato a la Vicepresidencia                              |
|                                        |                                                             |
| 46° Gobernador de Texas (1995-2000)    | 17° Secretario de Defensa de los Estados Unidos (1989–1993) |
|                                        |                                                             |

- Candidatos del Partido Republicano

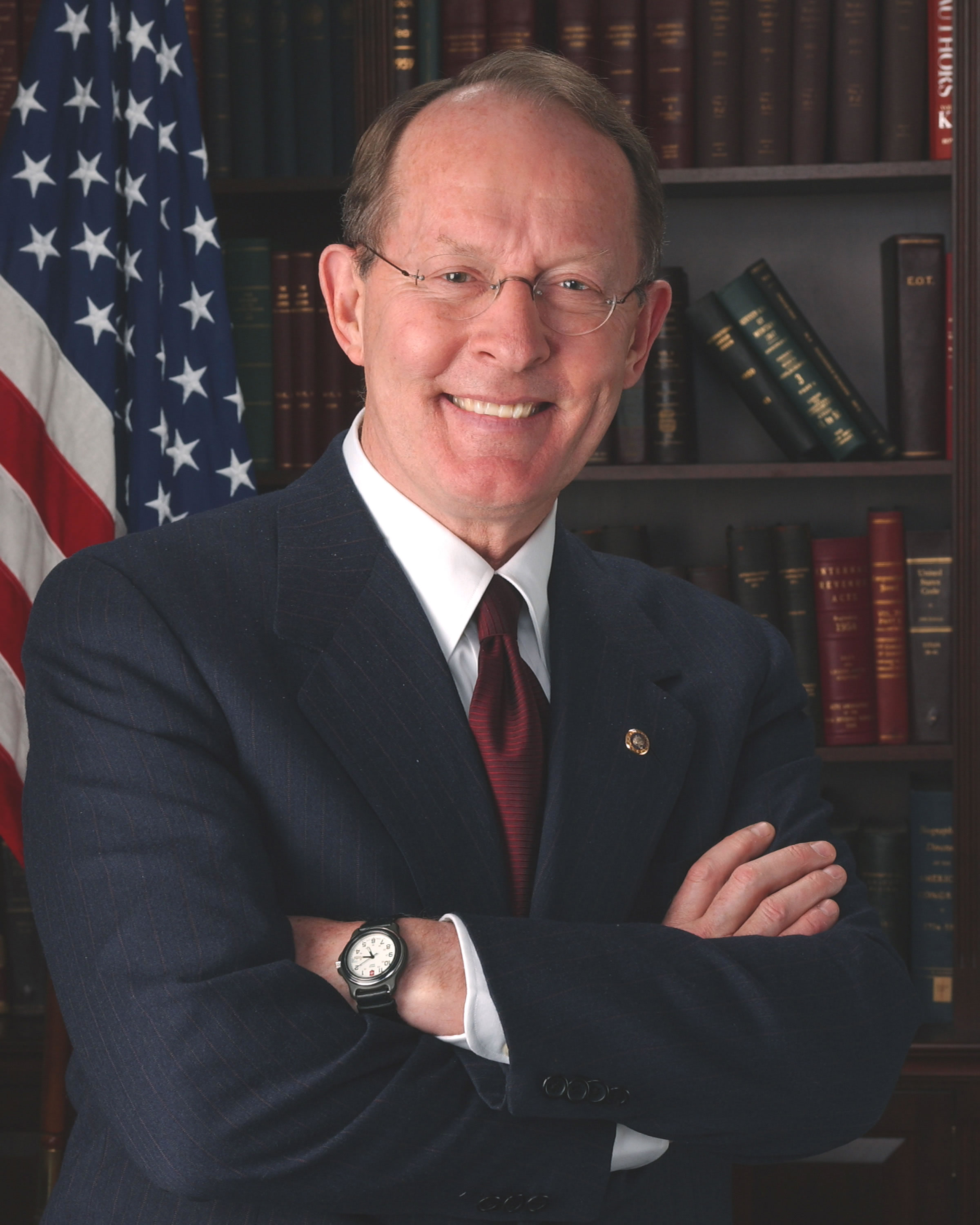
Ex Gobernador y Secretario de Educación Lamar Alexander de Tennessee
Ex Secretario de Educación Gary Bauer de Kentucky
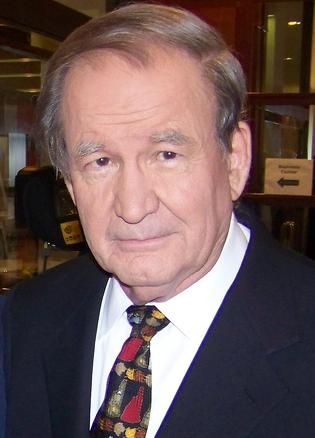
Publicador y Autor Pat Buchanan de Virginia
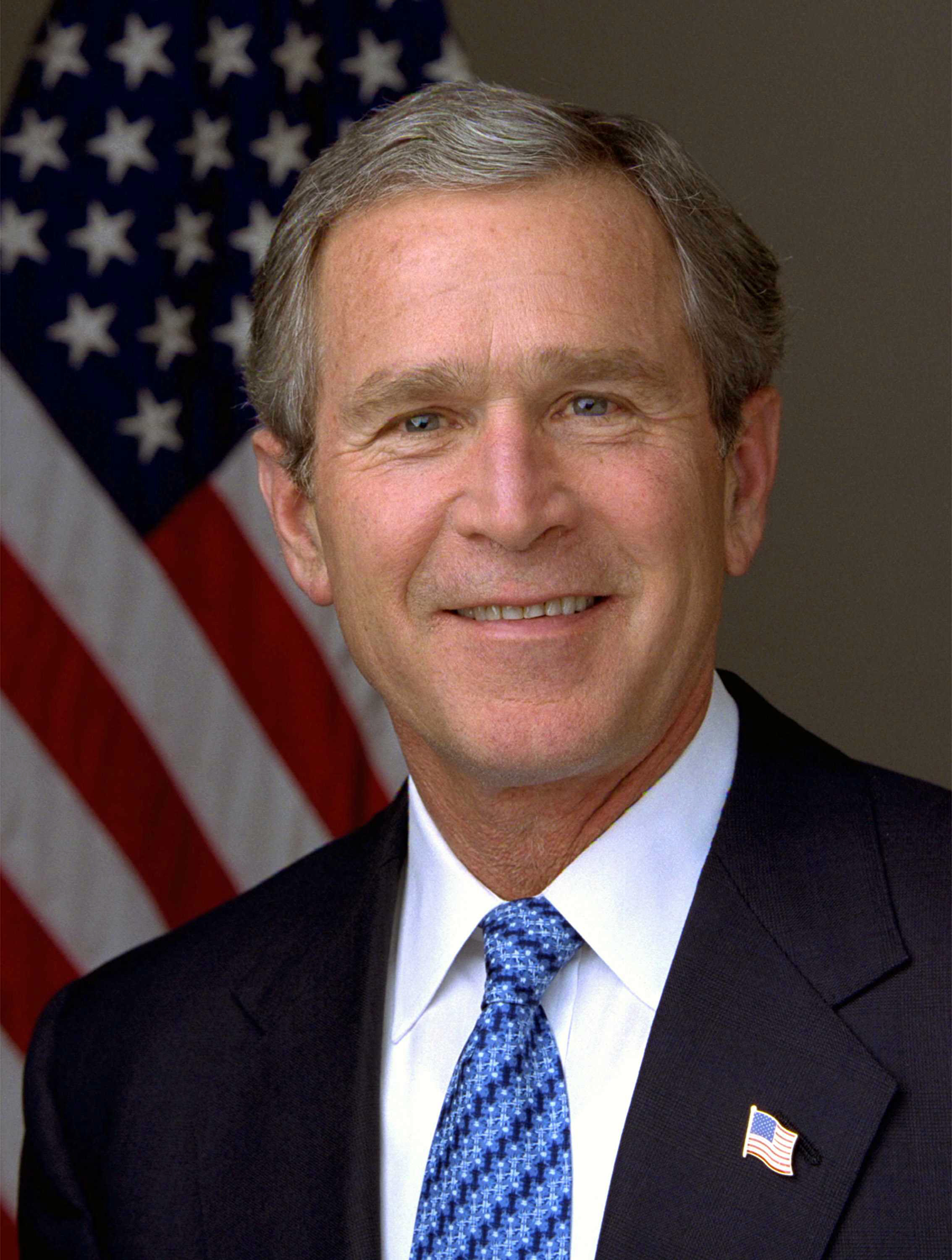
Gobernador George W. Bush de Texas
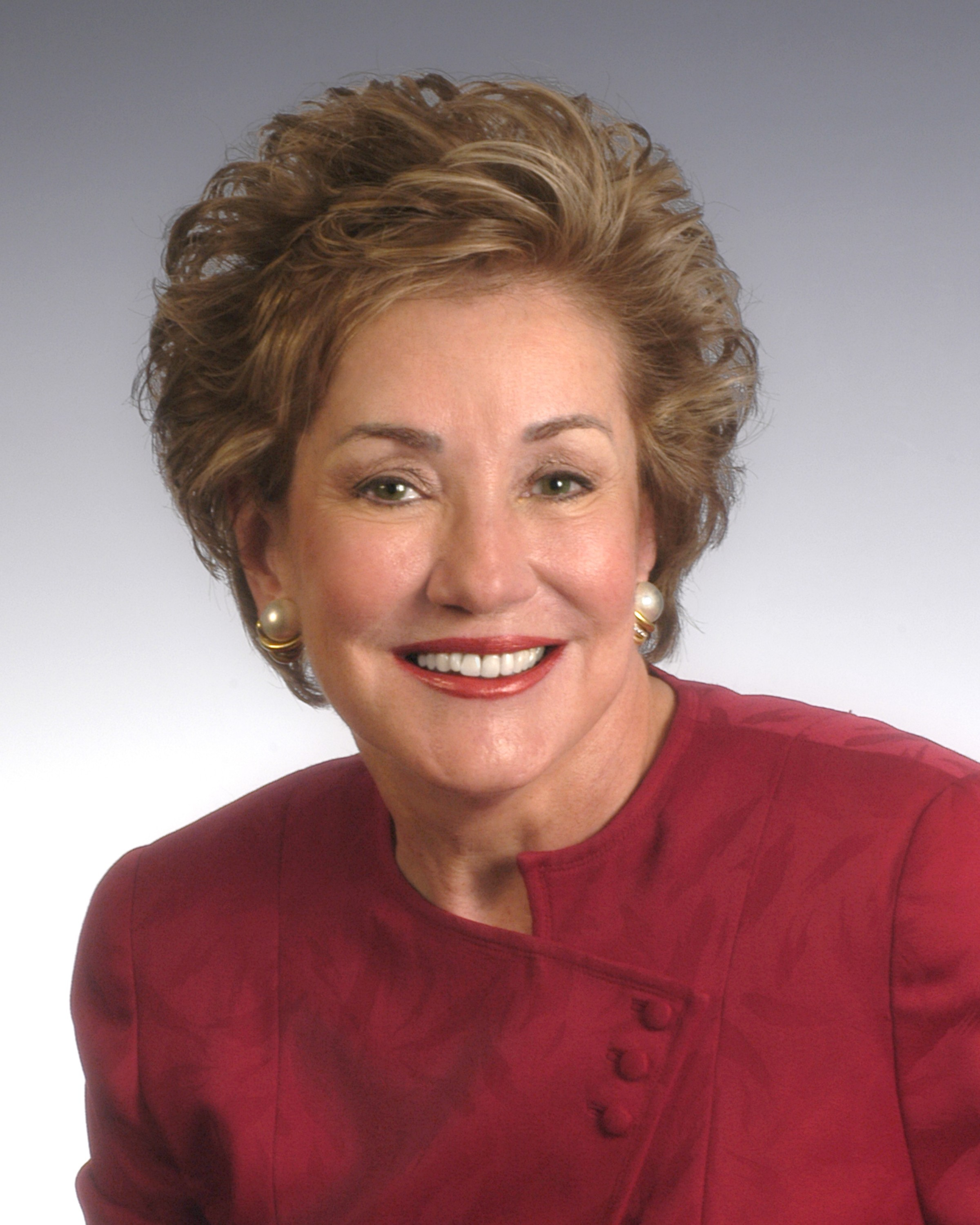
Ex Secretaria del Trabajo Elizabeth Dole de Carolina del Norte
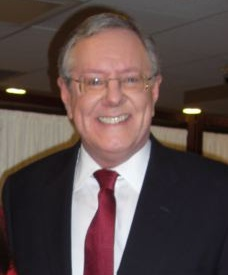
Publicitario Steve Forbes de Nueva York
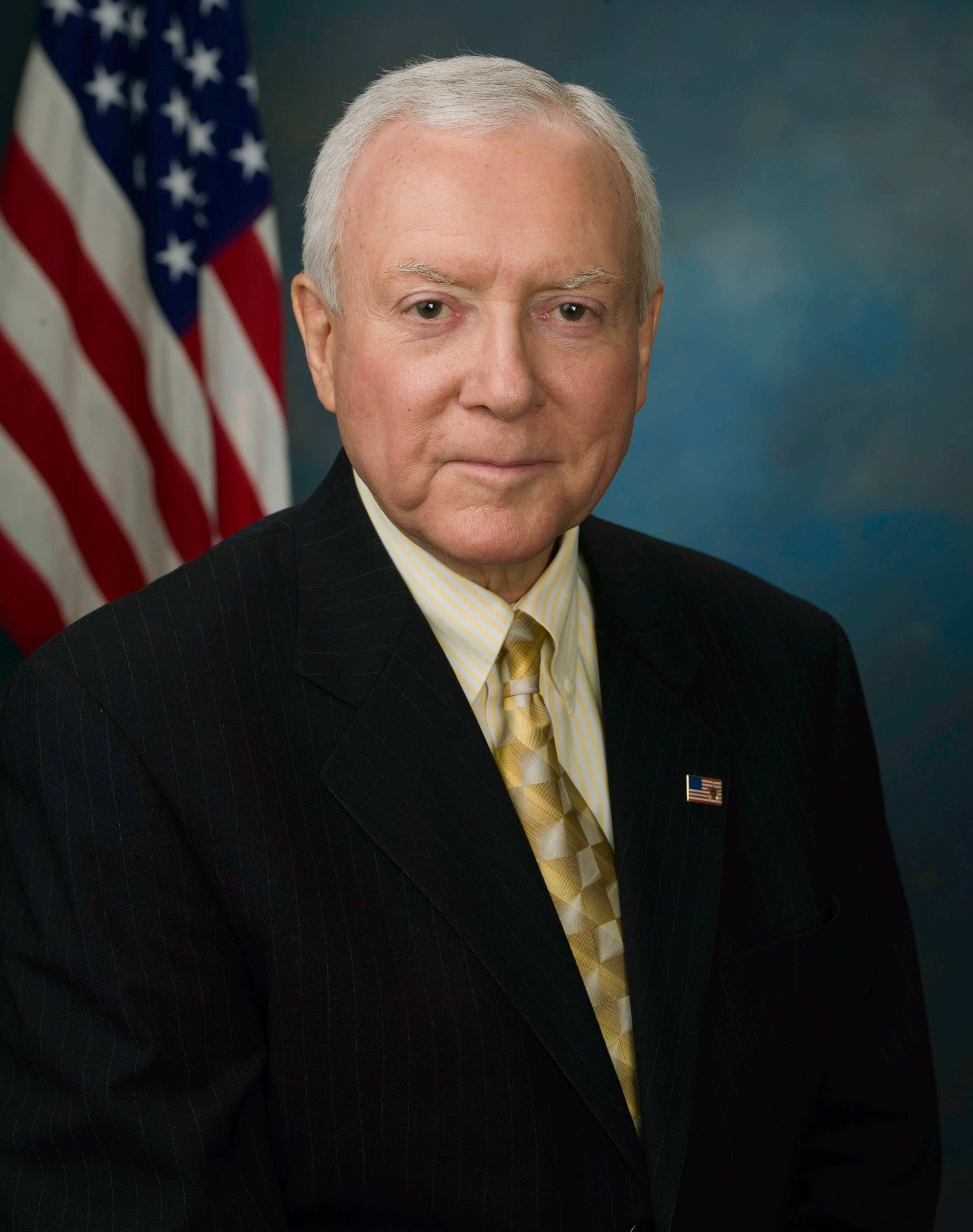
Senador Orrin Hatch de Utah
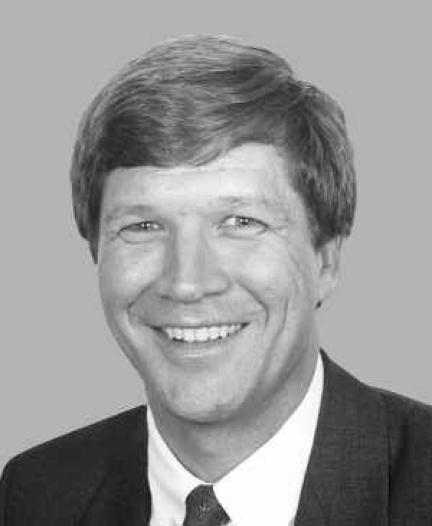
Representante John Kasich de Ohio
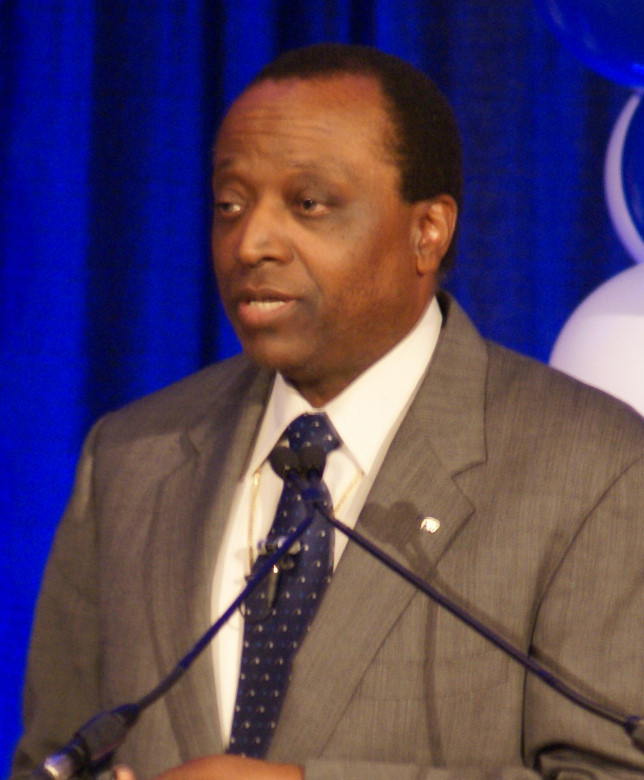
Ex embajador y activista conservador Alan Keyes de Maryland
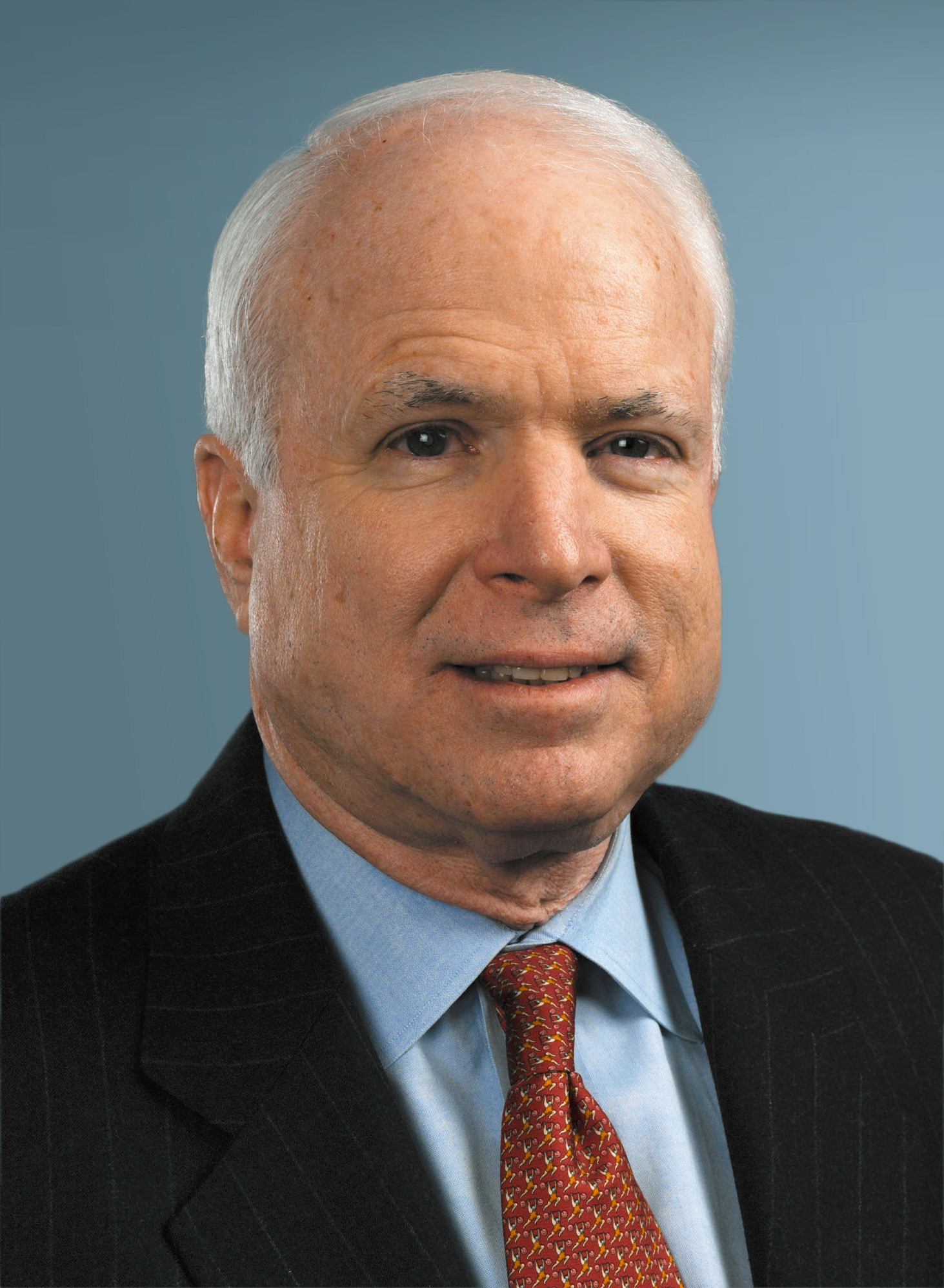
Senador John McCain de Arizona
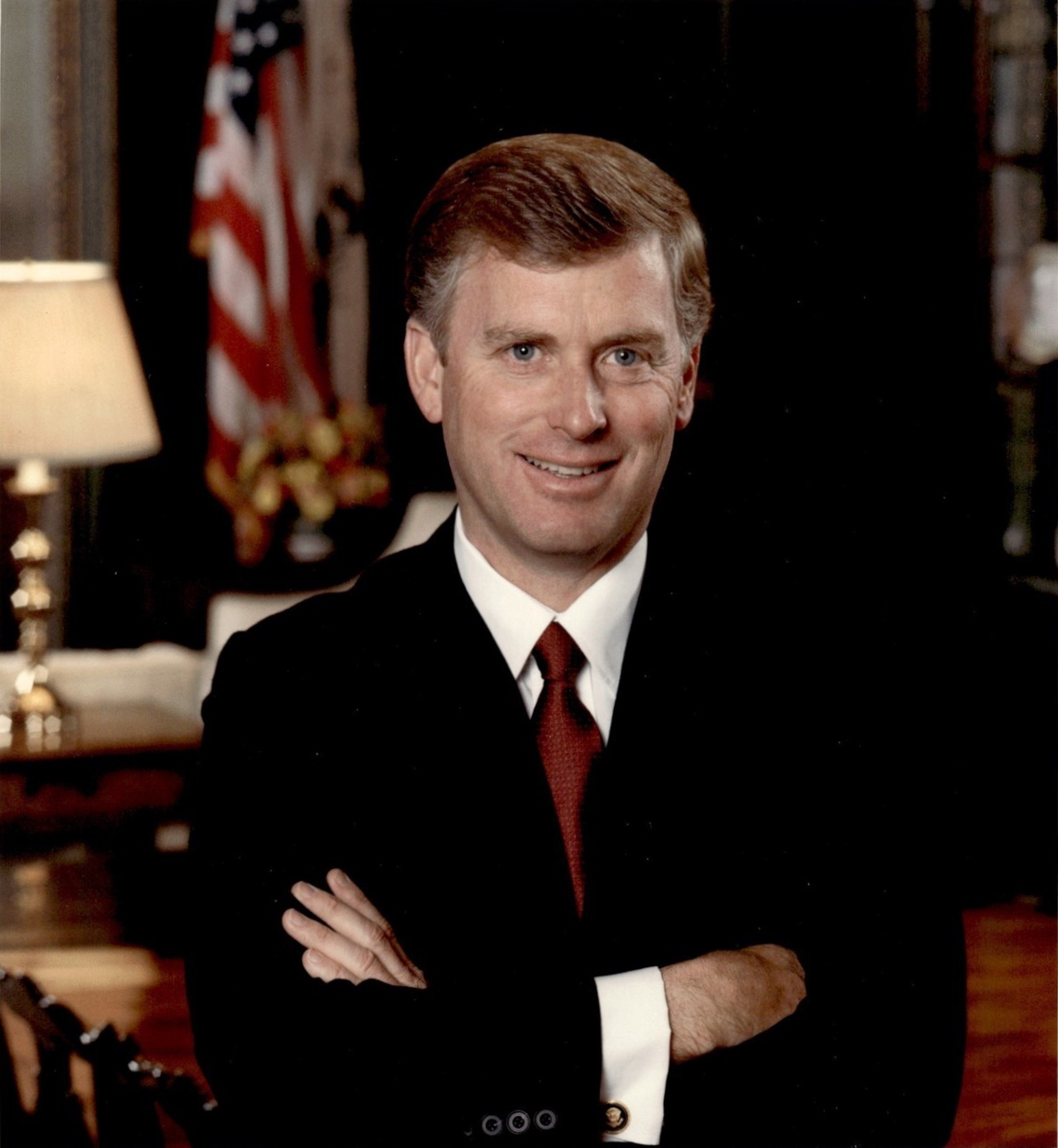
Ex vicepresidente Dan Quayle de Indiana
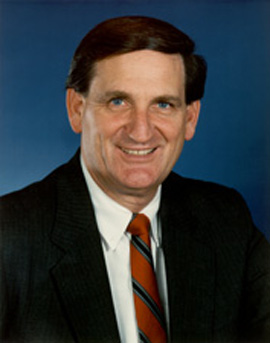
Senador Robert C. Smith de Nueva Hampshire

## Resultados

#### Resultados nacionales
Aunque Gore quedó en segundo lugar en el voto electoral,  recibió 543.895 votos individuales más que Bush. Gore no pudo ganar el voto popular en su estado natal, Tennessee, el cual él y su padre habían representado en el Senado. Si hubiese ganado Tennessee, hubiese ganado las elecciones sin Florida. Gore fue el primer nominado presidencial de un partido importante en perder su estado natal desde que George McGovern perdiera Dakota del Sur en las elecciones de 1972. Además, Nader perdió su estado natal, Connecticut.
| Candidato presidencial | Candidato presidencial | Partido                   | Estado natal           | Voto popular           | Voto popular           | Voto Electoral | Compañero de fórmula | Estado natal del compañero | Voto electoral RM |
| Candidato presidencial | Candidato presidencial | Partido                   | Estado natal           | Conteo                 | Pct                    | Voto Electoral | Compañero de fórmula | Estado natal del compañero | Voto electoral RM |
| ---------------------- | ---------------------- | ------------------------- | ---------------------- | ---------------------- | ---------------------- | -------------- | -------------------- | -------------------------- | ----------------- |
|                        | George W. Bush         | Republicano               | Texas                  | 50,456,002             | 47.9%                  | 271            | Dick Cheney          | Wyoming                    | 271               |
|                        | Al Gore                | Demócrata                 | Tennessee              | 50,999,897             | 48.4%                  | 266            | Joe Lieberman        | Connecticut                | 266               |
| (abstención) (a)       | (abstención) (a)       | —                         | —                      | —                      | —                      | 1              | (abstención) (a)     | —                          | 1                 |
|                        | Ralph Nader            | Verde                     | Connecticut            | 2,882,955              | 2.7%                   | 0              | Winona LaDuke        | Minnesota                  | 0                 |
|                        | Pat Buchanan           | De la Reforma             | Virginia               | 448,895                | 0.4%                   | 0              | Ezola B. Foster      | California                 | 0                 |
|                        | Harry Browne           | Libertario                | Tennessee              | 384,431                | 0.4%                   | 0              | Art Olivier          | California                 | 0                 |
|                        | Howard Phillips        | De la Constitución        | Virginia               | 98,020                 | 0.1%                   | 0              | Curtis Frazier       | Misuri                     | 0                 |
|                        | John Hagelin           | Ley Natural/De la Reforma | Iowa                   | 83,714                 | 0.1%                   | 0              | Nat Goldhaber        | California                 | 0                 |
| Otro(b)                | Otro(b)                | Otro(b)                   | Otro(b)                | 51,186                 | 0.1%                   | –              | Otro(b)              | Otro(b)                    | –                 |
| Total                  | Total                  | Total                     | Total                  | 105,405,100            | 100 %                  | 538            |                      |                            | 538               |
| Necesitados para ganar | Necesitados para ganar | Necesitados para ganar    | Necesitados para ganar | Necesitados para ganar | Necesitados para ganar | 270            |                      |                            | 270               |

Fuente (Voto popular y electoral): Federal Comisión de las Elecciones Federales y Resumen del voto popular
(a) Una electora tránsfuga del Distrito de Columbia, Barbara Lett-Simmons, se abstuvo a votar en protesta de la falta de representación de votación del distrito en el Congreso de Estados Unidos. (D. C. tiene un delegado que no vota en el Congreso) aunque se suponía que ella votase por Gore/Lieberman.

(b) Candidatos que obtuvieron menos de 1/2000 del total del voto electoral.
Aunque Guam no tiene votos en el colegio electoral, ellos tienen encuestas preferenciales por sus candidatos desde 1980. En 2000, los resultados fueron Bush 18,075 (51.6%), Gore 16,549 (47.2%), y Browne 420 (1.2%).

### Resultados por estado
Votos populares obtenidos por los 2 principales candidatos en cada estado.
| Estados/distritos ganados por Bush/Cheney       |
| Estados/distritos ganados por Al Gore/Lieberman |

Las proyecciones están basadas en la cobertura televisiva. En negrita es la candidatura con mayor número de votos obtenidos.
| Estado             | Bush      | Al Gore   | Nader   |
| ------------------ | --------- | --------- | ------- |
| Alabama            | 941,173   | 692,611   | 18,323  |
| Alaska             | 167,398   | 79,004    | 28,747  |
| Arizona            | 781,652   | 685,341   | 45,645  |
| Arkansas           | 472,940   | 422,768   | 13,421  |
| California         | 4,567,429 | 5,861,203 | 418,707 |
| Colorado           | 883,748   | 738,227   | 91,434  |
| Connecticut        | 561,094   | 816,015   | 64,452  |
| Delaware           | 137,288   | 180,068   | 8,307   |
| D.C.               | 18,073    | 171,923   | 10,576  |
| Florida            | 2,912,790 | 2,912,253 | 97,488  |
| Georgia            | 1,419,720 | 1,116,230 |         |
| Hawái              | 137,845   | 205,286   | 21,623  |
| Idaho              | 336,937   | 138,637   | 12,292  |
| Illinois           | 2,019,421 | 2,589,026 | 103,759 |
| Indiana            | 1,245,836 | 901,980   |         |
| Iowa               | 634,373   | 638,517   | 29,374  |
| Kansas             | 622,332   | 399,276   | 36,086  |
| Kentucky           | 872,520   | 638,923   | 23,118  |
| Lusiana            | 927,871   | 792,344   | 20,473  |
| Maine              | 286,616   | 319,951   | 37,127  |
| Maryland           | 770,911   | 1,093,344 | 51,078  |
| Massachusetts      | 878,502   | 1,616,487 | 173,564 |
| Míchigan           | 1,953,139 | 2,170,418 | 84,165  |
| Minnesota          | 1,109,659 | 1,168,266 | 126,696 |
| Misisipi           | 558,884   | 392,587   | 7,904   |
| Misuri             | 1,189,924 | 1,111,138 | 38,515  |
| Montana            | 240,178   | 137,126   | 24,437  |
| Nebraska           | 433,862   | 231,780   | 24,540  |
| Nevada             | 301,575   | 279,978   | 15,008  |
| Nueva Hampshire    | 273,559   | 266,348   | 22,188  |
| Nueva Jersey       | 1,284,173 | 1,788,850 | 94,554  |
| Nuevo México       | 286,417   | 286,783   | 21,251  |
| Nueva York         | 2,258,577 | 3,942,215 | 244,030 |
| Carolina del Norte | 1,631,163 | 1,257,692 |         |
| Dakota del Norte   | 174,852   | 95,284    | 7,288   |
| Ohio               | 2,350,363 | 2,183,628 | 117,799 |
| Oklahoma           | 744,337   | 474,276   |         |
| Oregón             | 713,577   | 720,342   | 77,357  |
| Pensilvania        | 2,281,127 | 2,485,967 | 103,392 |
| Rhode Island       | 130,555   | 249,508   | 25,052  |

#### Estados reñidos
Los estados reñidos están listados abajo.
Estados donde el margen de victoria fue menos del 5%:
1. Florida, 0.0092%, 25 votos electorales
2. Nuevo México, 0.06%, 5 votos electorales
3. Wisconsin, 0.22%, 11 votos electorales
4. Iowa, 0.31%, 7 votos electorales
5. Oregón, 0.44%, 7 votos electorales
6. Nueva Hampshire, 1.27%, 4 votos electorales
7. Minnesota, 2.40%, 10 votos electorales
8. Misuri, 3.34%, 11 votos electorales
9. Ohio, 3.51%, 21 votos electorales
10. Nevada, 3.55%, 4 votos electorales
11. Tennessee, 3.86%, 11 votos electorales
12. Pensilvania, 4.17%, 23 votos electorales

(139 votos del colegio electoral fueron decididos por 5 puntos porcentuales o menos)
Estados donde el margen de victoria fue más del 5% pero menos del 10%:
1. Maine, 5.12%, 4 votos electorales
2. Míchigan, 5.13%, 18 votos electorales
3. Washington, 5.57%, 11 votos electorales
4. Arkansas, 5.45%, 6 votos electorales
5. Arizona, 6.28%, 8 votos electorales
6. Virginia Occidental, 6.33%, 5 votos electorales
7. Luisiana, 7.67%, 9 votos electorales
8. Virginia, 8.03%, 13 votos electorales
9. Colorado, 8.36%, 8 votos electorales
10. Vermont, 9.93%, 3 votos electorales

(224 votos del colegio electoral fueron decididos por 10 puntos porcentuales o menos)

### Libros
- Brinkley, Douglas (2001). 36 Days: The Complete Chronicle of the 2000 Presidential Election Crisis. Times Books. ISBN 0-8050-6850-3.
- Steed, Robert P. (ed.), ed. (2002). The 2000 Presidential Election in the South: Partisanship and Southern Party Systems in the 21st Century.
- de La Garza, Rodolfo O. (ed.), ed. (2004). Muted Voices: Latinos and the 2000 Elections. ISBN 0-7425-3590-8.
- Abramson, Paul R.; Rohde, David W.; Aldrich, John Herbert (2002). Change and Continuity in the 2000 Elections. ISBN 1-56802-740-0.
- Bugliosi, Vincent (2001). The Betrayal of America: How the Supreme Court Undermined the Constitution and Chose Our President. Thunder's Mouth Press. ISBN 1-56025-355-X.
- Corrado, Anthony; et al. (2001). Election of 2000: Reports and Interpretations. Chatham House Publishers.
- Denton, Robert E., Jr. (2002). The 2000 Presidential Campaign: A Communication Perspective. Praeger.
- Dershowitz, Alan M. (2001). Supreme Injustice: How the High Court Hijacked Election 2000. ISBN 0-19-514827-4.
- Dover, E. D. (2002). Missed Opportunity: Gore, Incumbency, and Television in Election 2000. ISBN 0-275-97638-6.
- Dougherty, John E. (2001). Election 2000: How the Military Vote Was Suppressed. ISBN 978-1589390652.
- Gillman, H. (2001). The Votes That Counted: How the Court Decided the 2000 Presidential Election. ISBN 0-226-29408-0.
- Moore, David W. (2006). How to Steal an Election: The Inside Story of How George Bush's Brother and FOX Network Miscalled the 2000 Election and Changed the Course of History. ISBN 1560259299.
- Jacobson, Arthur J.; Rosenfeld, Michel (2002). The Longest Night: Polemics and Perspectives on Election 2000.
- Palast, Greg (2002). The Best Democracy Money Can Buy. Pluto Press. ISBN 0-7453-1846-0.
- Posner, Richard A. (2001). Breaking the Deadlock: The 2000 Election, the Constitution, and the Courts. ISBN 0-691-09073-4.
- Rakove, Jack N. (2002). The Unfinished Election of 2000. ISBN 0-465-06837-5.
- Sabato, Larry J. (2001). Overtime! The Election 2000 Thriller. ISBN 0-321-10028-X.
- Sammon, Bill (2001). At Any Cost: How Al Gore Tried to Steal the Election. Regnery Publishing, Inc. ISBN 0-89526-227-4.
- Toobin, Jeffrey (2001). Too Close To Call: The Thirty-Six-Day Battle to Decide the 2000 Election. Random House. ISBN 0-375-50708-6.

### Artículos
- Miller, Arthur H.; Thomas F. Klobucar (2003). «The Role of Issues in the 2000 U.S. Presidential Election». Presidential Studies Quarterly 33 (1): 101+.
- Wattenberg, Martin P. (1999). «The Democrats' Decline in the House during the Clinton Presidency: An Analysis of Partisan Swings». Presidential Studies Quarterly 29: 685. doi:10.1111/j.0268-2141.2003.00057.x.
- Wattier, Mark J. (2004). «The Clinton Factor: The Effects of Clinton's Personal Image in 2000 Presidential Primaries and in the General Election». White House Studies 4.
- Tribe, Laurence H.: Erog .v Hsub and its Disguises: Freeing Bush v. Gore From its Hall of Mirrors, 115 Harvard Law Review 170 (November 2001).

### Periódicos
- Keating, Dan (The Washington Post). "Democracy Counts, The Florida ballot recount project", paper prepared for presentation at the annual meeting of the American Political Science Association, Boston, 2002.